# Oronzo Reale
Oronzo Reale (Lecce, 24 ottobre 1902 – Roma, 14 luglio 1988) è stato un politico italiano, più volte ministro della Repubblica.

## Biografia
Nel 1920, a soli 18 anni, si avvicinò agli ideali repubblicani e quattro anni dopo divenne segretario della Federazione giovanile repubblicana. Durante il regime fascista e fino alla seconda guerra mondiale esercitò la professione di avvocato, senza rinunciare ai suoi ideali. Nel 1943 diventò membro del Comitato Esecutivo del Partito d'Azione.
Nel 1945 entrò nella Consulta Nazionale e divenne segretario della componente azionista.

Nel 1947, non condividendo più le linee "socialisteggianti" del PdA, aderì al Partito Repubblicano Italiano e ne divenne segretario nel 1949: incarico che lasciò nel 1963 per entrare nella compagine ministeriale di centro-sinistra del primo governo di Aldo Moro, come Ministro di grazia e giustizia.

Il medesimo ministero gli fu affidato anche nel secondo e nel terzo governo Moro.
Il suo nome è legato alla paternità della cosiddetta "legge Reale" in materia di riforma del processo penale, che ebbe anche pesanti riflessi in materia di ordine pubblico, consentendo la detenzione in attesa di processo di un imputato per un numero di anni che poteva giungere fin quasi a 10. Nel 1978 la legge fu oggetto di un referendum abrogativo: oltre i tre quarti dei votanti si espressero a favore del mantenimento della legge. Sebbene Reale l'avesse concepita come parte della legislazione emergenziale anti-terrorismo, essa rimase in vigore e lo è tuttora. Le innovazioni, essenzialmente di tipo repressivo, sono rinvenibili nei seguenti articoli:
- l'art. 3 estendeva il ricorso alla custodia preventiva, sostituendo il precedente art. 238 c.p.p., anche in assenza di flagranza di reato, di fatto permettendo un fermo preventivo di 96 ore (48+48) entro le quali andava emesso decreto di convalida da parte dell'autorità giudiziaria;
- l'art. 5 – come modificato dall'art. 2 della legge n. 533/1977 – vieta l'uso del casco e di altri elementi potenzialmente atti a rendere in tutto o in parte irriconoscibili i cittadini partecipanti a manifestazioni pubbliche, svolgentisi in pubblico o in luoghi aperti al pubblico; esso è stato utilizzato negli anni 2000 anche per tentare di proibire l'uso del burka in pubblico;
- l'art. 14, estendendo la previsione normativa dell'art. 53 c.p., consente alle forze dell'ordine di usare legittimamente le armi non solo in presenza di violenza o di resistenza, ma comunque quando si tratti di «impedire la consumazione dei delitti di strage, di naufragio, sommersione, disastro aviatorio, disastro ferroviario, omicidio volontario, rapina a mano armata e sequestro di persona».

Alla Camera Reale fu capogruppo del gruppo misto nella III legislatura dal 18 giugno 1958 al 15 maggio 1963
Dopo essere stato Presidente della Commissione Giustizia della Camera dei deputati, divenne Ministro delle finanze nel primo governo di Mariano Rumor e nel suo terzo Gabinetto fu ancora una volta Ministro di grazia e giustizia, per essere confermato nel primo governo di Emilio Colombo dell'agosto del 1970, rassegnando le sue dimissioni quando il PRI decise di uscire dalla maggioranza parlamentare provocando la caduta del governo.
È stato capogruppo del gruppo parlamentare del Partito Repubblicano dal 12 luglio 1973 al 23 novembre 1974 e dal 24 febbraio 1976 al 4 luglio 1976, nella VI Legislatura.
Nel 1977 fu nominato giudice della Corte Costituzionale.
È stato anche l'estensore della legge sul nuovo diritto di famiglia, e della legge che portava la maggiore età ai 18 anni anziché ai 21.